# Pearsall
Pearsall település az Amerikai Egyesült Államok Texas államában, Frio megyében, melynek megyeszékhelye is. Lakosainak száma 7325 fő (2020. április 1.).

## Népesség
A település népességének változása:

| 2010 | 9 146 |
| 2020 | 7 325 |